# ペリー郡 (アーカンソー州)
ペリー郡（英: Perry County）は、アメリカ合衆国アーカンソー州の中央部に位置する郡である。2010年国勢調査での人口は10,445人であり、2000年の10,209人から2.3%増加した。郡庁所在地はペリービル市（人口1,460人）であり、同郡で人口最大の都市でもある。ペリー郡は1840年12月18日に設立され、郡名は米英戦争の海軍の英雄オリバー・ハザード・ペリー提督に因んで名付けられた。
ペリー郡はリトルロック・ノースリトルロック・コンウェイ大都市圏に属している。アーカンソー州の人口重心が郡内北東隅にある。アルコール飲料の販売が禁止される禁酒郡である。

## 地理
アメリカ合衆国国勢調査局に拠れば、郡域全面積は560.47平方マイル (1,451.6 km2)であり、このうち陸地550.94平方マイル (1,426.9 km2)、水域は9.53平方マイル (24.7 km2)で水域率は1.70%である。

### 主要高規格道路
- アーカンソー州道7号線
- アーカンソー州道9号線
- アーカンソー州道10号線
- アーカンソー州道60号線
- アーカンソー州道113号線

### 隣接する郡
- コンウェイ郡 - 北
- フォークナー郡 - 北東
- プラスキ郡 - 東
- セイリーン郡 - 南東
- ガーランド郡 - 南西
- イェール郡 - 西

### 国立保護地域
- ワシタ国立の森（部分）

## 人口動態

人口ピラミッド

以下は2000年の国勢調査による人口統計データである。
| 基礎データ - 人口: 10,209人 - 世帯数: 3,989 世帯 - 家族数: 2,939 家族 - 人口密度: 7人/km2（18人/mi2） - 住居数: 4,702軒 - 住居密度: 3軒/km2（8軒/mi2） 人種別人口構成 - 白人: 95.62% - アフリカン・アメリカン: 1.73% - ネイティブ・アメリカン: 0.98% - アジア人: 0.15% - 太平洋諸島系: 0.02% - その他の人種: 0.39% - 混血: 1.11% - ヒスパニック・ラテン系: 1.18% 年齢別人口構成 - 18歳未満: 25.3% - 18-24歳: 7.4% - 25-44歳: 28.0% - 45-64歳: 24.5% - 65歳以上: 14.8% - 年齢の中央値: 38歳 - 性比（女性100人あたり男性の人口） - 総人口: 98.3 - 18歳以上: 96.2 | 世帯と家族（対世帯数） - 18歳未満の子供がいる: 32.6% - 結婚・同居している夫婦: 61.1% - 未婚・離婚・死別女性が世帯主: 8.7% - 非家族世帯: 26.3% - 単身世帯: 23.2% - 65歳以上の老人1人暮らし: 10.4% - 平均構成人数 - 世帯: 2.52人 - 家族: 2.96人 収入と家計 - 収入の中央値 - 世帯: 31,083米ドル - 家族: 37,170米ドル - 性別 - 男性: 28,254米ドル - 女性: 21,462米ドル - 人口1人あたり収入: 16,216米ドル - 貧困線以下 - 対人口: 14.0% - 対家族数: 10.5% - 18歳未満: 17.0% - 65歳以上: 15.0% |

## 都市と町
| - アドナ - ビゲロー | - カサ - フーシェ | - ヒューストン - ペリー | - ペリービル - 郡庁所在地 |

## 郡区
アーカンソー州の郡はさらに郡区に小区分されている。各郡区には未編入領域と、編入済み自治体がある。現代の郡区にはその維持目的が限られたものになっている。アメリカ合衆国国勢調査局は郡区を元に人口を集計している。また系図調査など歴史的な目的には価値がある。1つ以上の郡区に入っている町や都市は統計調査に基づいて扱われる。ペリー郡の郡区は下記リストの17区である。
- アプリン
- カサ（カサ）
- チェリーヒル
- フーシェラファーブル（ペリービルの大半）
- ヒューストン（ヒューストン）
- ケニー
- レイク（ペリー）
- モーメル
- ニューテネシー
- ペリー（ビゲロー、フーシェ）
- プティジャン（アドナ）
- ランクリン
- ローズクリーク
- タイラー
- ユニオン
- ユニオンバレー（ペリービルの小部分）
- ワイ